# Río Jhelum
El río Jhelum es el río más grande y más occidental de los ríos del Panyab pakistaní. Atraviesa el distrito homónimo de Jhelum. Es uno de los afluentes del río Indo y tiene una longitud de cerca de 772 km.
- Vyeth; en cachemir
- झेलम en idioma hindí
- ਜੇਹਲਮ en panyabí
- ਜੇਹਲਮ en gurmukhí
- دریاۓ جہلم en shahmukhí

## Historia

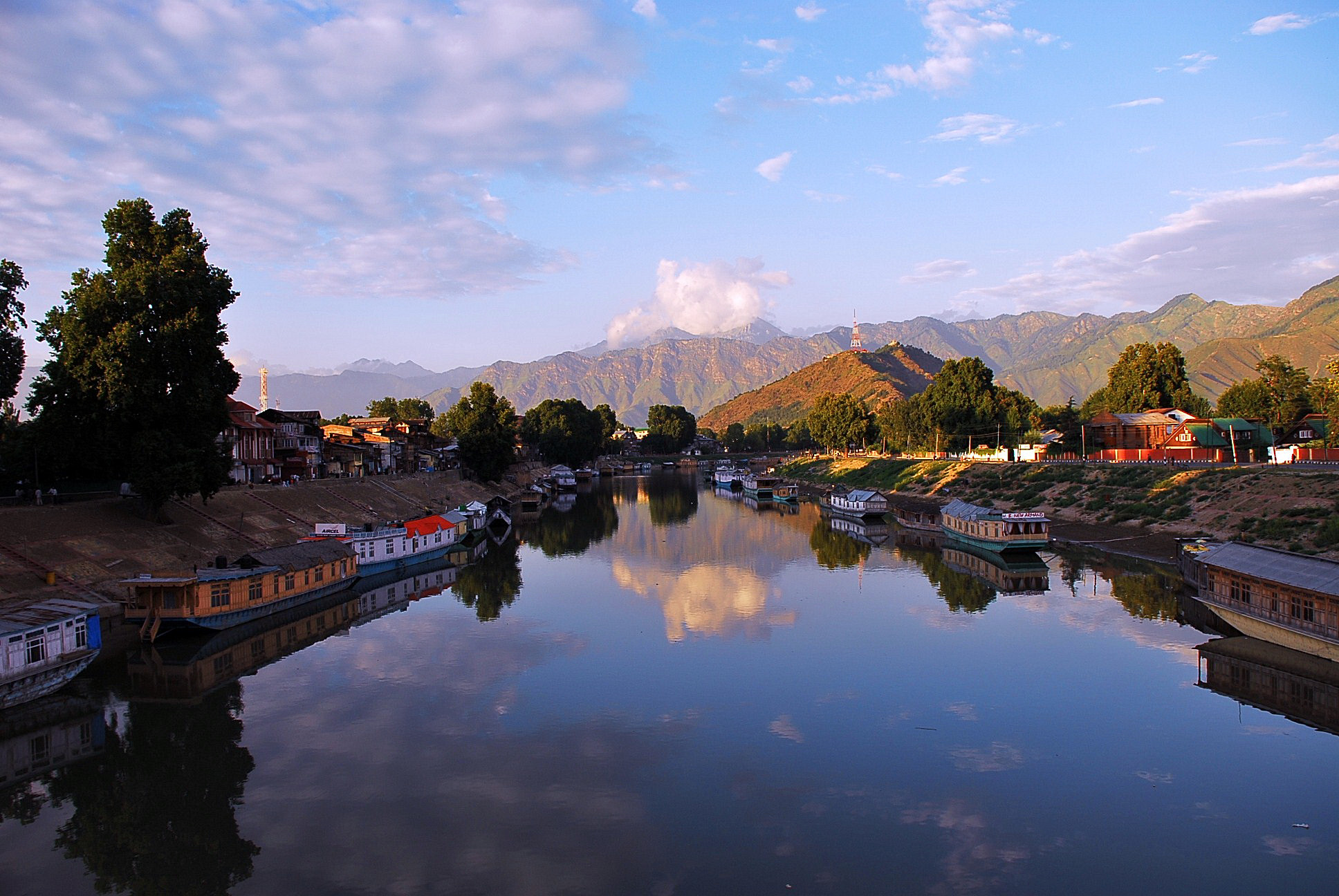
El río en Srinagar Kashmir

En el periodo védico su nombre en sánscrito fue Vitastā (en letra devanagari वितस्ता) y corresponde probablemente al actual Behut, pero es más conocido como Jhelum. El Vitastá es mencionado como uno de los ríos más importantes en el Rig-veda (el texto más antiguo de la literatura indoaria, aproximadamente de mediados del II milenio a. C.). El nombre antiguo (Vitastá) sobrevive en el nombre cachemiro del río, como Vyath.
Los antiguos griegos lo llamaban Hidaspes (Hydaspes). En la antigüedad desaguaba en el río Akesines (actual Chenab), el cual recibía después al Hidraotes (actual río Ravi).
Fue en la ribera del Jhelum donde Alejandro Magno construyó una flota con madera de las montañas Emodi (Himalaya occidental) y allí libró la gran batalla del Hidaspes contra el rey indio Poros; después de la cual fundó en conmemoración dos ciudades: Alejandría Nicea (cuyo significado es ‘victoria’), en el lugar exacto donde se desarrolló el combate (que podría ser la actual Behut); a la segunda la denominó Alejandría Bucéfala en honor de su caballo Bucéfalo, que murió allí.
Estrabón dice que vio cocodrilos en este río. Claudio Ptolomeo lo menciona con el nombre de Bidaspes, más próximo a su nombre nativo (Vetastá).

## Galería de imágenes

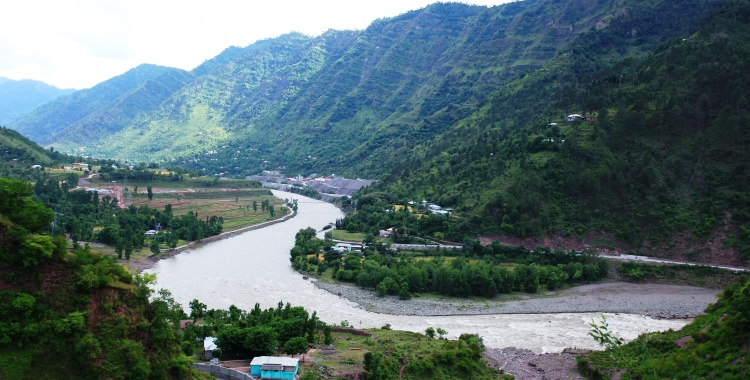
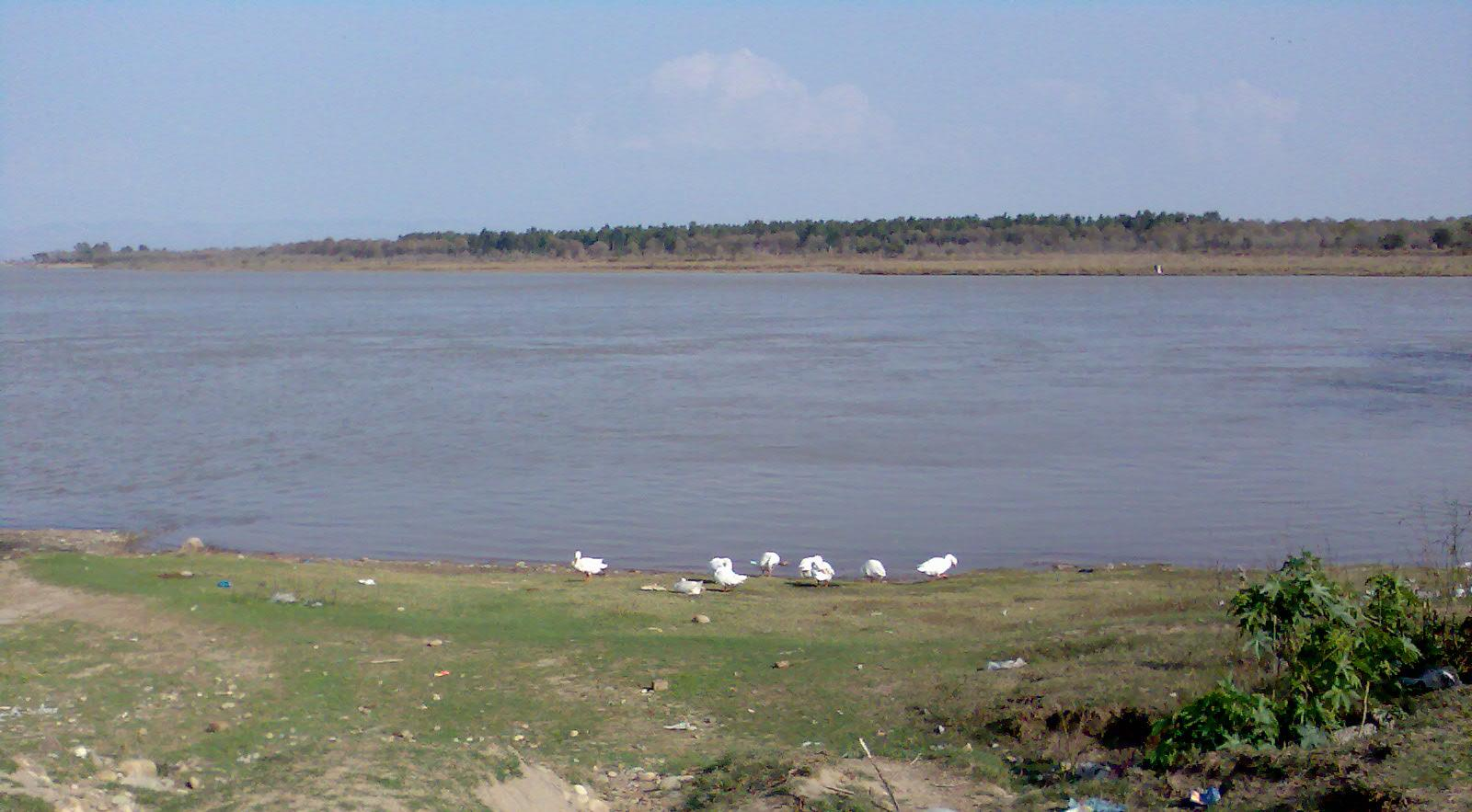
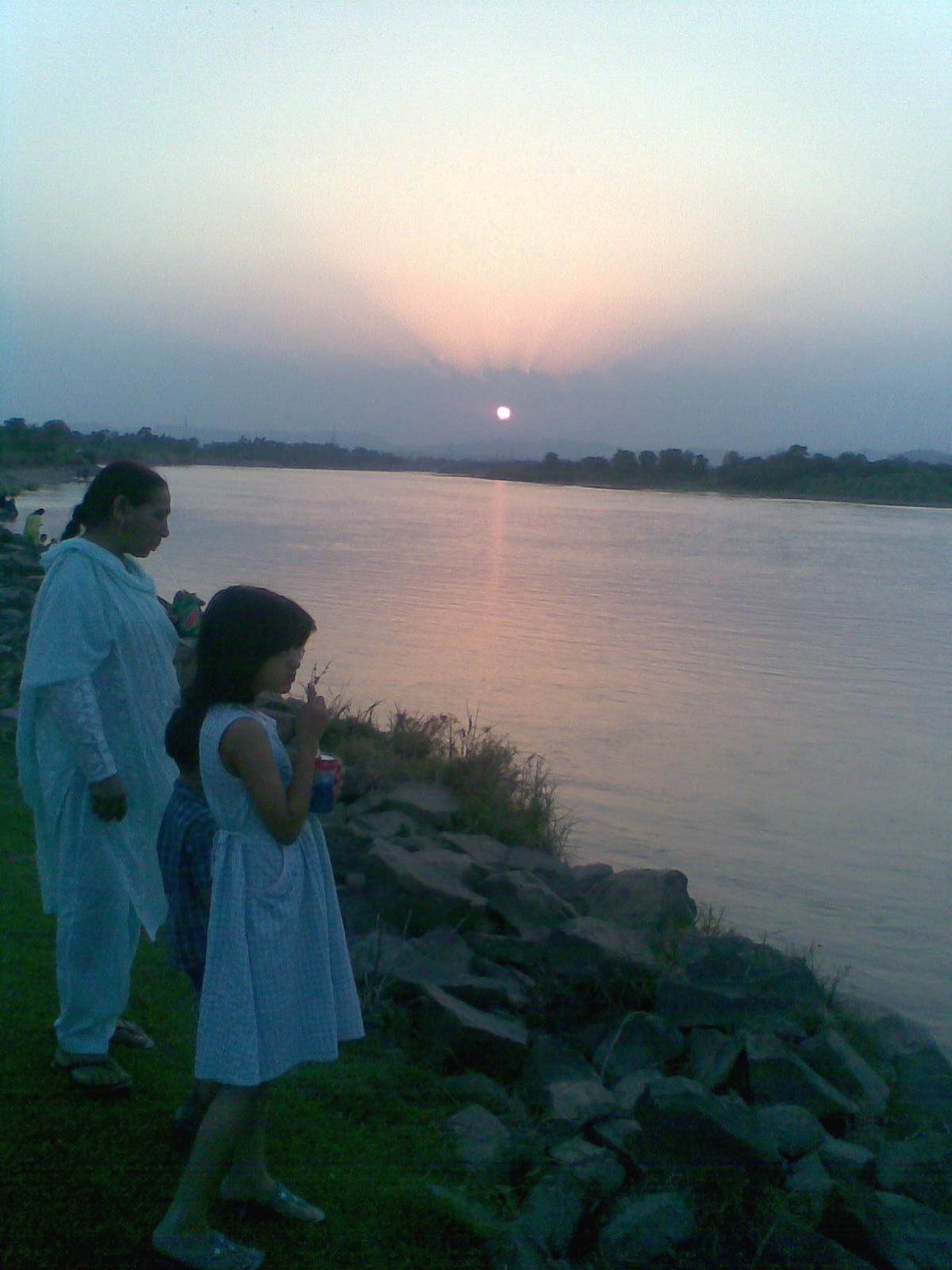
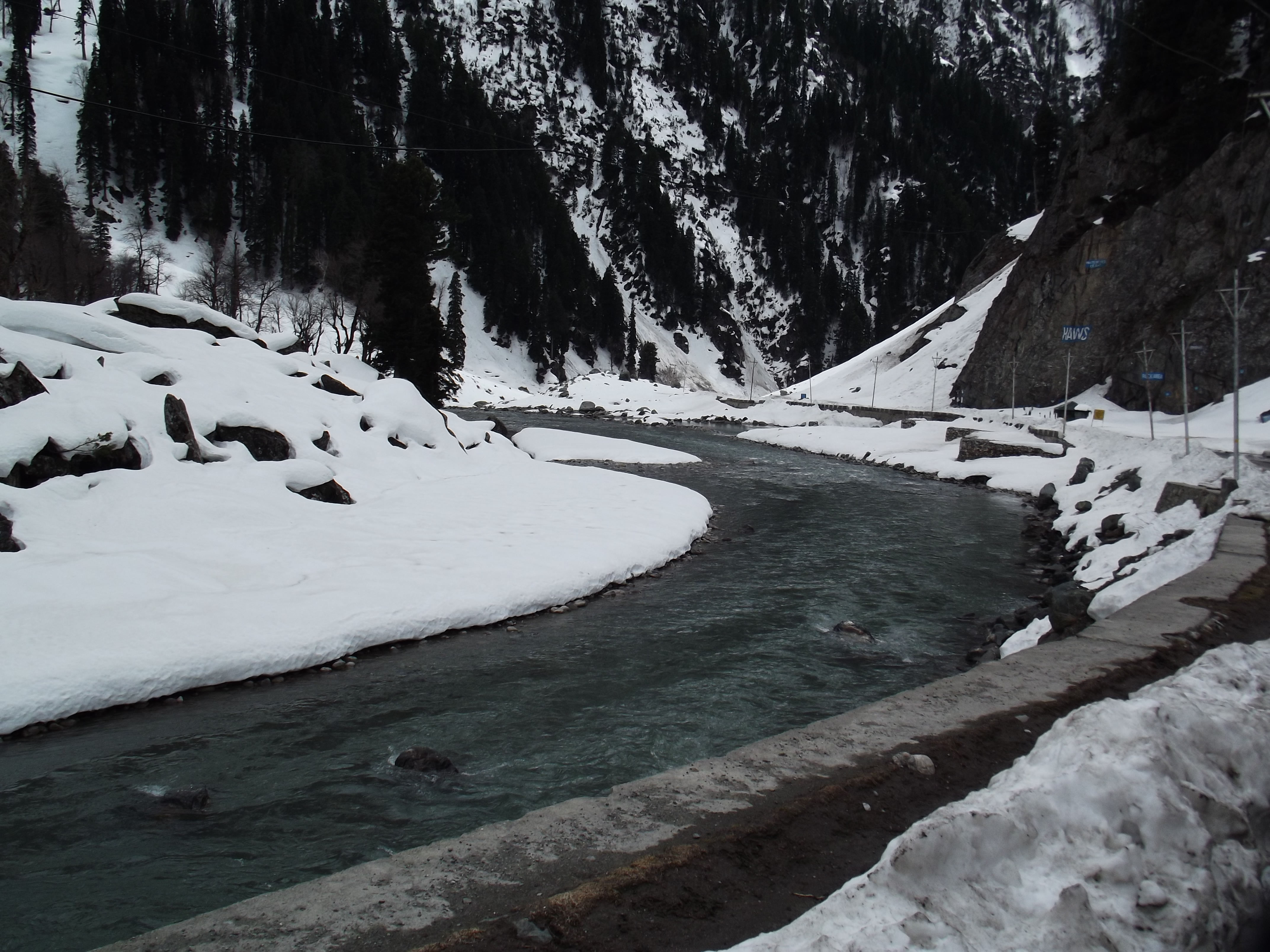